# Дипломатически мисии на Дания
Това е списък с всички дипломатически мисии на Дания по целия свят.
Дания е запазила 80 посолства в чужбина, а нейната дипломатическа мрежа отразява съвременната стратегия в много западноевропейски страни да увеличат ефективността и приложимостта на дипломатическите си мисии.
 Например Дания разполага само с генерално консулство в много столици по света, спестявайки на Датското правителство разходите, които биха възникнали, в случай че в тези страни е изпратен посланик.

## Европа
- Австрия
  - Виена (посолство)
- Албания
  - Тирана (посолство)
- Белгия
  - Брюксел (посолство)
- Босна и Херцеговина
  - Сараево (посолство)
- България
  - София (посолство)
- Великобритания
  - Лондон (посолство)
- Германия
  - Берлин (посолство)
  - Мюнхен (генерално консулство)
  - Фленсбург (генерално консулство)
  - Хамбург (генерално консулство)
- Гърция
  - Атина (посолство)
- Естония
  - Талин (посолство)
- Ирландия
  - Дъблин (посолство)
- Исландия
  - Рейкявик (посолство)
- Испания
  - Мадрид (посолство)
- Италия
  - Рим (посолство)
  - Милано (генерално консулство)
- Кипър
  - Никозия (посолство)
- Латвия
  - Рига (посолство)
- Литва
  - Вилнюс (посолство)
- Люксембург
  - Люксембург (посолство)
- Нидерландия
  - Хага (посолство)
- Норвегия
  - Осло (посолство)
- Полша
  - Варшава (посолство)
- Португалия
  - Лисабон (посолство)
- Румъния
  - Букурещ (посолство)
- Русия
  - Москва (посолство)
  - Санкт Петербург (генерално консулство)
- Словакия
  - Братислава (посолство)
- Словения
  - Любляна (посолство)
- Сърбия
  - Белград (посолство)
- Украйна
  - Киев (посолство)
- Унгария
  - Будапеща (посолство)
- Финландия
  - Хелзинки (посолство)
- Франция
  - Париж (посолство)
- Хърватия
  - Загреб (посолство)
- Чехия
  - Прага (посолство)
- Швейцария
  - Берн (посолство)
- Швеция
  - Стокхолм (посолство)

## Северна Америка
- Канада
  - Отава (посолство)
  - Торонто (генерално консулство)
- Мексико
  - Мексико (посолство)
- Никарагуа
  - Манагуа (посолство)
- САЩ
  - Вашингтон (посолство)
  - Чикаго (генерално консулство)
  - Ню Йорк (генерално консулство)

## Южна Америка
- Аржентина
  - Буенос Айрес (посолство)
- Боливия
  - Ла Пас (посолство)
- Бразилия
  - Бразилия (посолство)
  - Рио де Жанейро (генерално консулство)
  - Сао Паоло (генерално консулство)
- Чили
  - Сантяго де Чиле (посолство)

## Африка
- Алжир
  - Алжир (посолство)
- Бенин
  - Котону (посолство)
- Буркина Фасо
  - Уагадугу (посолство)
- Гана
  - Акра (посолство)
- Египет
  - Кайро (посолство)
- Етиопия
  - Адис Абеба (посолство)
- Замбия
  - Лусака (посолство)
- Кения
  - Найроби (посолство)
- Мали
  - Бамако (посолство)
- Мароко
  - Рабат (посолство)
- Мозамбик
  - Мапуту (посолство)
- Судан
  - Хартум (офис на посолство)
- Танзания
  - Дар ес Салаам (посолство)
- Уганда
  - Кампала (посолство)
- ЮАР
  - Претория (посолство)
  - Йоханесбург (генерално консулство)

## Азия
- Афганистан
  - Кабул (посолство)
- Бангладеш
  - Дака (посолство)
- Бутан
  - Тхимпху (представителен офис)
- Виетнам
  - Ханой (посолство)
- Израел
  - Тел Авив (посолство)
- Индия
  - Ню Делхи (посолство)
  - Мумбай (генерално консулство)
- Индонезия
  - Джакарта (посолство)
- Ирак
  - Багдад (посолство)
- Иран
  - Техеран (посолство)
- Йордания
  - Аман (посолство)
- Камбоджа
  - Пном Пен (офис на посолство)
- Китай
  - Пекин (посолство)
  - Гуанджоу (генерално консулство)
  - Хонконг (генерално консулство)
  - Шанхай (генерално консулство)
- Ливан
  - Бейрут (посолство)
- Малайзия
  - Куала Лумпур (посолство)
- Непал
  - Катманду (посолство)
- Пакистан
  - Исламабад (посолство)
- Палестинска автономия
  - Рамала (представителен офис)
- Саудитска Арабия
  - Рияд (посолство)
- Сингапур
  - Сингапур (посолство)
- Сирия
  - Дамаск (посолство)
- Тайван
  - Тайпе (датски търговски офис)
- Тайланд
  - Банкок (посолство)
- Турция
  - Анкара (посолство)
  - Истанбул (генерално консулство)
- Южна Корея
  - Сеул (посолство)
- Япония
  - Токио (посолство)

## Окения
- Австралия
  - Канбера (посолство)
  - Сидни (генерално консулство)

## Междудържавни организации
- - Брюксел – ЕС и НАТО
  - Виена – ОССЕ и ООН
  - Женева – ООН и други организации
  - Ню Йорк – ООН
  - Париж – Организация за икономическо сътрудничество и развитие и ЮНЕСКО
  - Рим – ФАО
  - Страсбург – Съвет на Европа